# Küntrop

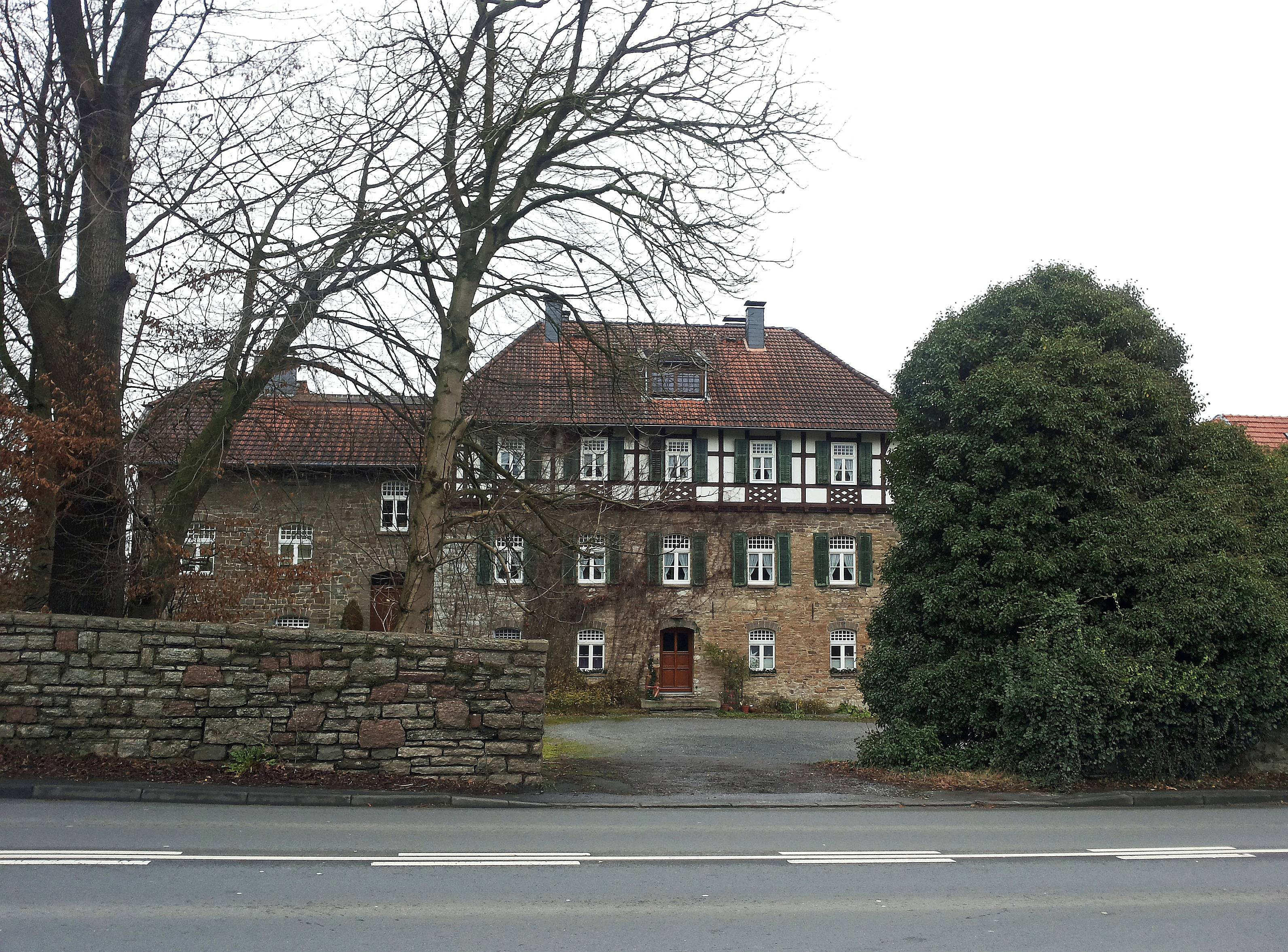
Denkmalgeschützter Allehof

Küntrop ist mit über 1300 Einwohnern neben dem Hauptort der größte Ortsteil der Stadt Neuenrade.

## Lage
Der Ort liegt im Sauerland etwa zwei Kilometer östlich der Kleinstadt Neuenrade im Märkischen Kreis. Die Höhe des Ortes liegt bei etwa 285 m ü. NHN im Tal der hier noch jungen Hönne und steigt bis auf 499 m am Küntroper Berg an. Zur Etymologie von -trop siehe hier.

## Geschichte
Eine erste Erwähnung des Ortes stammt aus einer Urkunde des Kölner Erzbischofs Anno II. aus dem Jahre 1068.
Küntrop war eine selbstständige Gemeinde im Amt Balve, bis sie anlässlich der Gemeindegebietsreform nach den Bestimmungen des Gesetzes zur Neugliederung des Landkreises Altena und der kreisfreien Stadt Lüdenscheid am 1. Januar 1969 in die Stadt Neuenrade eingegliedert wurde.

## Sehenswürdigkeiten

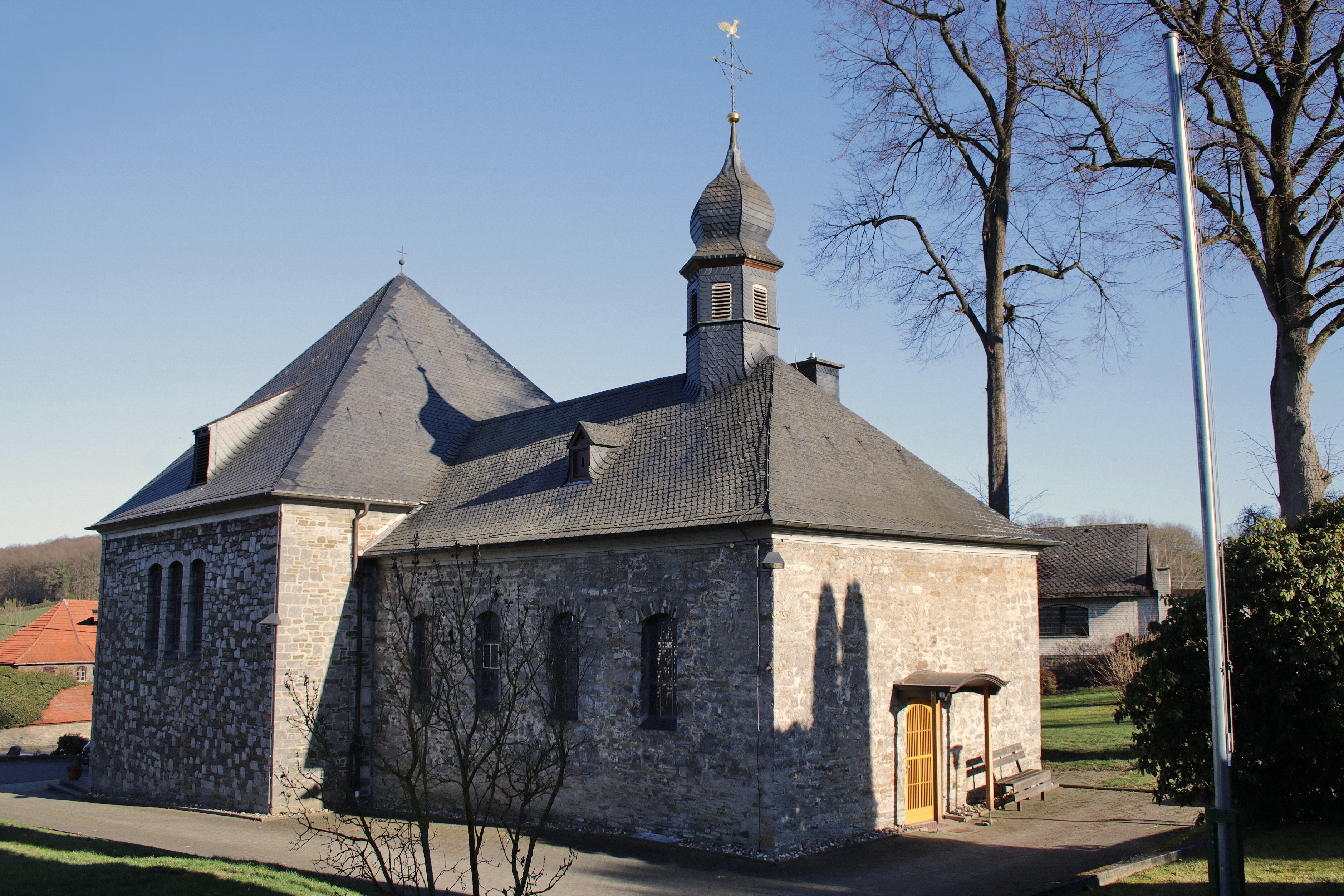
St.-Georg-Kirche

Sehenswert sind der denkmalgeschützte Allehof und die denkmalgeschützte katholische Kirche St. Georg.
Im Jahr 2013 wurde der Nachbau einer Motte in der Nähe des Bodendenkmals Burg Gevern eingeweiht. Die hölzerne Turmhügelburg war zuvor Bestandteil der Sonderausstellung AufRuhr 1225! Ritter, Burgen und Intrigen im LWL-Museum für Archäologie in Herne.

## Verkehr

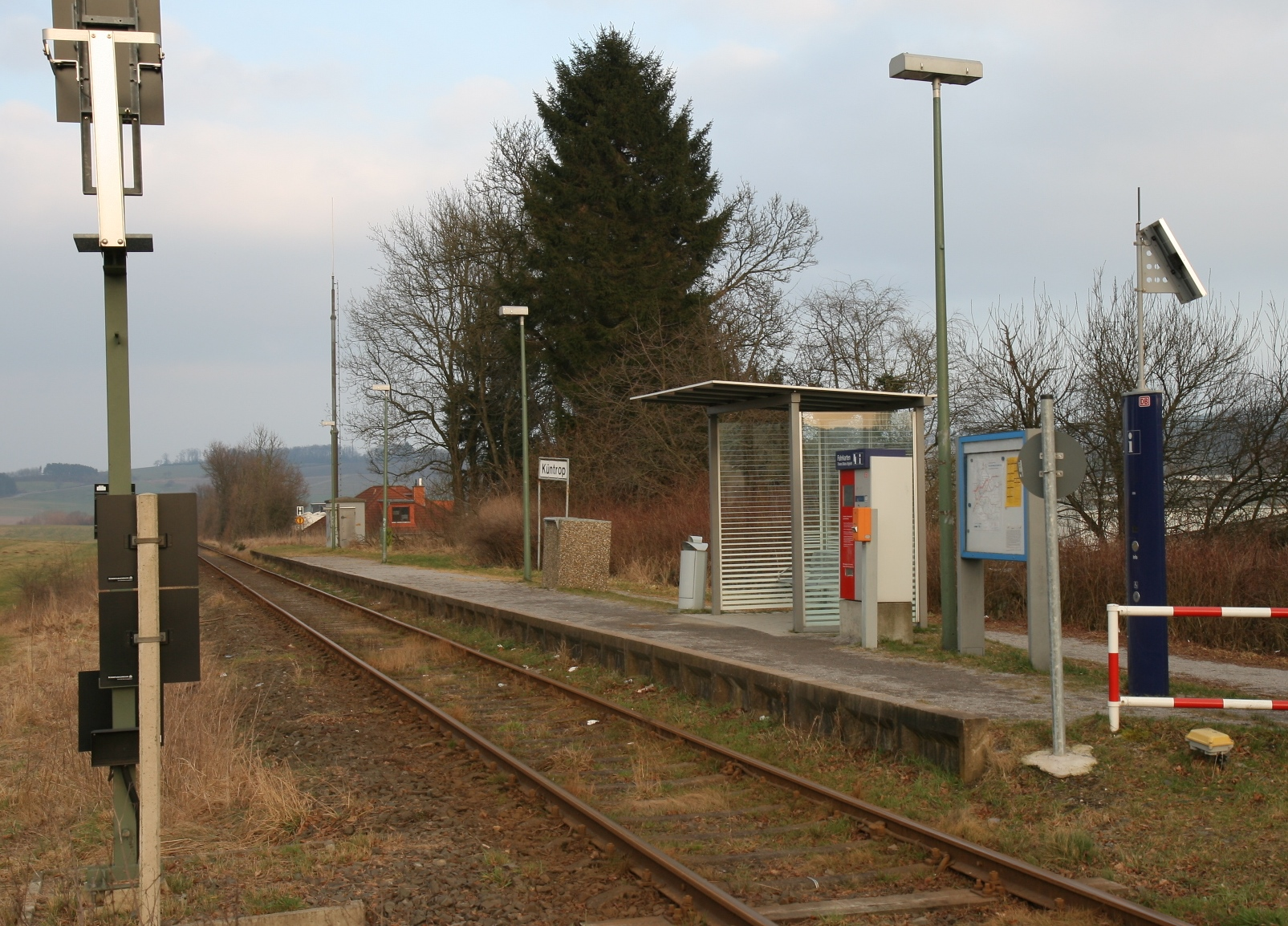
Haltepunkt Küntrop

Durch den Ort verläuft die Bundesstraße 229. Autobahnanschlussstellen befinden sich bei Lüdenscheid an die A 45 und in Iserlohn, Neheim-Hüsten und Arnsberg an die A 46.
Nördlich der Ortslage befindet sich ein Haltepunkt der Hönnetalbahn.
| Linie | Verlauf | Takt                                            |
| ----- | --- | ----------------------------------------------- |
| RB 54 | Hönnetal-Bahn Fröndenberg – Bösperde – Menden (Sauerland) – Menden (Sauerland) Süd – Lendringsen – Binolen – Volkringhausen – Sanssouci – Balve – Garbeck – Küntrop – Neuenrade Stand: Fahrplanwechsel Dezember 2023 | 60 min (werktags) 120 min (sonn- und feiertags) |

Der Bahnhof Werdohl  liegt nur wenige Kilometer westlich an der RE-Strecke Ruhr-Sieg und Hagen Hauptbahnhof ist der nächstgelegenen Bahnhof mit Anbindung u. a. an das ICE-Netz.
In unmittelbarer Nähe befindet sich der Flugplatz Werdohl-Küntrop.